# Ábrai Zsigmond
Ábrai Zsigmond, született Fleischmann Zsigmond (Budapest, 1893. december 17. – Budapest, 1984. május 27.) magyar nemzeti labdarúgó-játékvezető, sportvezető, szakíró.

## Pályafutása

### Labdarúgóként
A pénzintézeti altisztek futballcsapatában, majd az NSC és a 33 FC (harminchárom fő alakította) játékosaként rúgta a labdát.

### Nemzeti játékvezetés
Játékvezetésből 1911-ben Budapesten, a Bíró Bizottság közreműködésével Szüsz Hugó elnök előtt vizsgázott. Vizsgázott játékvezetőként Nyilatkozatot tett. Futballbíróvá váló minősítésem esetén alávetem magam a Bírótestület és az MLSZ szabályainak, pontosan teljesítem mindazon kötelezettségeket, melyeket a szabályok előírnak, a mérkőzéseken mindenkor a legjobb tudásom szerint, igazságosan, minden klubszemponton, rokon- és ellenszenven felülkerekedve fogok bíráskodni." Ehhez a vállaláshoz következetesen hű maradt. Az MLSZ által üzemeltetett labdarúgó bajnokságokban kezdte sportszolgálatát. A Magyar Futballbírák Testülete (BT) minősítésével NB II-es, 1924-től III. fokú besorolással NB I-es bíró. 1926–1934 között a professzionista mérkőzések vezetésére is jogosult volt. A nemzeti játékvezetéstől 1928-ban visszavonult. NB I-es mérkőzéseinek száma: 8.
| Időpont             | Helyszín                        | Mérkőzés típusa          | Mérkőzés           | Eredmény | Nézők száma |
| ------------------- | ------------------------------- | ------------------------ | ------------------ | -------- | ----------- |
| 1924. október 26.   | Hungária krt. Stadion, Budapest | első NB I-es mérkőzése   | Nemzeti SC–MTK     | 2 – 1    | 8000        |
| 1928. szeptember 9. | Hungária krt. Stadion, Budapest | utolsó NB I-es mérkőzése | Hungária–Bástya SC | 1 – 1    | 6400        |

### Nemzetközi játékvezetés
A Magyar Labdarúgó-szövetség JB terjesztette fel nemzetközi játékvezetőnek, a Nemzetközi Labdarúgó-szövetség (FIFA) 1926-tól tartotta nyilván bírói keretében. Több nemzetek közötti mérkőzésen és klubtalálkozón működött mint játékvezető, vagy működő társának partbíróként segített. Ebben a korban a meghívott (nemzeti JB által küldött) partbírók még nem tartoztak a FIFA JB keretébe. Vezette a Budapest  –  (I)Sztanbul (török) mérkőzést. A  nemzetközi játékvezetéstől 1928-ban búcsúzott. Válogatott mérkőzéseinek száma: 0.

#### A magyar labdarúgó-válogatott mérkőzései (1902–1929)
| Időpont             | Helyszín                    | Mérkőzés típusa | Mérkőzés              | Játékvezető       | Eredmény | Nézők száma |
| ------------------- | --------------------------- | --------------- | --------------------- | ----------------- | -------- | ----------- |
| 1927. szeptember 5. | Üllői úti Stadion, Budapest | csoportmérkőzés | Magyarország–Ausztria | Albert Prince-Cox | 5 – 3    | 38 000      |

## Sportvezetőként
Az első világháborúban orosz hadifogságba került, ahol megszervezte a labdarúgást! A Colombesi (francia) stadion mikrofonja előtt közvetítette a Párizs – Budapest mérkőzést. A legnagyobb budai atlétikai egyesületének volt miniszteri biztosa.
A fogságból hazakerülve 1917-ben tagja lett a Magyar Futballbírák Testületének (BT). A játékvezetőket irányító szervezetnek, az országos és budapesti alosztály elnökségének tagja, 1922-től főtitkára, 1945–1950 között elnöke, az MLSZ tagja. Az Országos Játékvezető Testület (OJT) országos vezetőségének elnöke (1956). Az első Nemzetközi Sportbizottság tagja. A Magyar Olimpiai Bizottságban 1948 áprilisától 1951-ig Sebes Gusztáv mellett társelnök volt, majd különböző feladatkörökben tevékenykedett. Tagja volt a TOTO intézőbizottságának is. 1956. november 1-jén megalakult az OTSB forradalmi bizottmánya. Az ügyeket a 15 tagú bizottmányból a következő ötös intézőbizottság intézte: dr. Ábrai Zsigmond, Tóth István, Hornyák Endre, dr. Szörényi Lóránd, dr. Tátrai István. 1959-ben megalapította a Játékvezető című szaklapot, amely, 1975-től a Labdarúgás című folyóirat mellékleteként 1996-ig jelent meg.

## Írásai
A játékvezetéssel kapcsolatban sok publikációja jelent meg, szabálykönyvek, értekezések.
- Magyar futballbírák könyve; szerk. Ábrai Zsigmond; Futballbírák Testülete, Bp., 1935
- Ábrai Zsigmond–Tabák Endre: A labdarugó játékvezetés iskolája; Magyar Labdarugó Játékvezetők Testülete, Bp., 1948

## Szakmai sikerek
- Az angol Albert Prince-Cox játékvezetőtől – az osztrák-magyar mérkőzés után – a szigetország Játékvezető Testület tagságát jelentő díszjelvényt, az (I)Sztanbul török válogatott sportvezetőitől pedig a török félhold arany jelvényt kapta emlékül.
- Az Országos Tanács 1923-ban 25 éves játékvezetői szolgálatának elismeréseként aranyjelvény kitüntetésben és arany oklevél elismerésben részesítette.
- A Magyar Érdemrend lovagkeresztje (1947)[3]
- 1984-ben Szlávik András a Játékvezető Bizottság (JB) elnöke a Játékvezető című lap szerkesztésében – 1959-ben jelent meg az első szám – 25 éven keresztül végzett munkáért tárgyjutalomba részesítette.

## Külső hivatkozások
- Ábrai Zsigmond. nava.hu. (Hozzáférés: 2016. január 6.)
- Ábrai Zsigmond. nela.hu. (Hozzáférés: 2016. január 6.)